# Dinoseb
Dinoseb is een organische verbinding met als brutoformule C10H12N2O5. De stof komt voor als toxische oranje kristallen met een scherpe geur, die slecht oplosbaar zijn in water. Ze werd voornamelijk gebruikt als herbicide maar dat is wegens de giftigheid voor mens en milieu inmiddels verboden. Dat geldt ook voor de esters en zouten van dinoseb, zoals dinosebacetaat.

## Stereochemie
| Dinoseb     | Dinoseb     |
| ----------- | ----------- |
| (S)-isomere | (R)-isomere |

## Toxicologie en veiligheid
De stof ontleedt bij verhitting met vorming van giftige dampen, onder andere stikstofoxiden. De oplossing in water is een zwak zuur. Dinoseb tast vele metalen aan, in aanwezigheid van vocht of water. De stof is zeer giftig voor waterorganismen en kan zeer schadelijk zijn voor het milieu.

## Incidenten
Op 13 januari 1984 verloor de Deense kustvaarder Dana Optima tijdens een storm op de Noordzee 78 vaten Dinoseb. Na bijna drie maanden zoeken door de Nederlandse marine, met de mijnenjagers Hrms Haarlem, Hrms Veere, Hrms Drunen en Hrms Dordrecht, werden de gifvaten gevonden. Het Deense milieu-schip Jasper Hoey werd ingezet om de vaten te bergen. Mogelijk werden dertien vaten door Urker visserschepen geborgen. Opmerkelijk was dat de Deense overheid aanvankelijk de Urkers slechts 200 gulden per gevonden vat vergoedde; na protest werd dat uiteindelijk verhoogd naar 2000 gulden per vat.